# Ramona Flowers
Ramona Victoria «Rammy» Flowers es un personaje ficticio de las novelas de Scott Pilgrim y de la película Scott Pilgrim vs. The World, en la que es interpretada por Mary Elizabeth Winstead.

## Biografía
Ramona es una expatriada estadounidense de Nueva York, «repartidora ninja» de Amazon y principal interés amoroso de Scott. Su edad se desconoce hasta el final del cuarto volumen, donde se revela que tiene 24 años. Revela muy poco y es muy reservada sobre su pasado en Nueva York antes de trasladarse a Toronto. Es capaz de viajar por el subespacio y tiene siete ex malvados que desafían a Scott por su afecto. Cambia de peinado cada tres semanas y se pone nerviosa cuando se menciona o se habla de Gideon. Su cabeza brilla periódicamente, normalmente cuando está disgustada, celosa o con el corazón roto (se revela que esto es obra de Gideon, que ha inyectado a Ramona «el resplandor», un arma psicológica que encierra al objetivo en su propia cabeza con nada más que su carga emocional), aunque ella misma no es consciente de ello hasta que Kim Pine le llama la atención en el volumen 5. 
Cuando se le preguntó si Ramona debía ser gorda o regordeta, O'Malley respondió diciendo que «como es un cómic y dibujo a todo el mundo de forma un poco caricaturesca y redondeada, supongo que es el lector quien debe decidir. Sin embargo, debo informarle de que Knives estaba siendo principalmente mala cuando dijo que Ramona estaba gorda». No se indica su color de pelo natural. O'Malley dijo: «Nadie sabe su color de pelo natural. Puede que Ramona ni siquiera lo recuerde. Lo cambia mucho porque está tratando de averiguar quién es / quién quiere ser». En otra ocasión, al ser cuestionado, O'Malley dijo «No sé... ¿castaña? ¿Cuántos colores de pelo naturales hay realmente? Ella no es rubia. Sinceramente, nunca pensé en ello... su color de pelo no me importaba. Porque estaba dibujando un cómic en blanco y negro. Su color de pelo es el que tú [sic] desees~». Para las nuevas ediciones de color del volumen 2 mantuvo el pelo de Ramona como morado, reservando la gama de colores azules para el pelo de Ramona para el volumen 4 y siguientes.

## Análisis

### Personalidad
Ramona es un personaje complejo que a menudo se muestra enigmático y un poco distante. Ella es independiente y decidida, pero también tiene problemas para abrirse y confiar en los demás. A pesar de su actitud fría, tiene un corazón compasivo y una personalidad cariñosa que solo muestra a aquellos que son lo suficientemente cercanos para ganar su confianza.

### Vestimenta
Ramona es conocida por su estilo de moda excéntrico y variado. En la serie, ella usa diferentes trajes en cada tomo, incluyendo pelucas y gafas de sol. Sus atuendos reflejan su personalidad creativa y poco convencional.

### Historia de fondo
Ramona tiene una historia de fondo misteriosa que solo se revela gradualmente a lo largo de la serie. Ella tiene una serie de exnovios malvados, cada uno de los cuales representa un obstáculo en la relación de Ramona con Scott Pilgrim. También se sugiere que tiene habilidades especiales y ha tenido aventuras mágicas en el pasado.

### Influencias culturales
El estilo y la personalidad de Ramona están influenciados por diferentes elementos de la cultura popular. Bryan Lee O'Malley ha mencionado en entrevistas que se inspiró en la moda punk, la cultura pop japonesa y personajes icónicos del cine de culto como la esposa de un robot de «Metrópolis» y Lisbeth Salander de «The Girl with the Dragon Tattoo».

### Representación de género
La representación de género de Ramona ha sido objeto de debate y análisis. Algunos críticos han argumentado que su relación con Scott Pilgrim se basa en el tropo de «manic pixie dream girl», mientras que otros la han elogiado por romper estereotipos de género en la cultura popular. Los cómics «Scott Pilgrim» han sido objeto de análisis académico por su representación de género y su tratamiento de la figura de la mujer en la cultura popular.

## En la película
Mary Elizabeth Winstead interpreta a Ramona Flowers en la película Scott Pilgrim vs. the World, para la cual recibió entrenamiento formal en kung fu.